# Lerín
Lerín – gmina w Hiszpanii, w Nawarze, o powierzchni 98,16 km². W 2011 roku gmina liczyła 1814 mieszkańców.